# Eostegana argentea
Eostegana argentea är en tvåvingeart som beskrevs av Toyohi Okada 1982. Eostegana argentea ingår i släktet Eostegana och familjen daggflugor. Inga underarter finns listade i Catalogue of Life.